# Citroën DS3 R5
De Citroën DS3 R5 is een rally-wagen van de Franse fabrikant Citroën, die voor het eerst werd ingezet tijdens de Rally van Portugal 2013. De auto wordt zowel in de wereldkampioenschap rally als in het Europese rallykampioenschap gereden. Ook wordt de auto gebruikt in enkele landenkampioenschappen.

## Specificaties
De DS3 R5 heeft vierwielaandrijving en een 1.598 liter viercilinder turbomotor met een vermogen van 280pk (209 kW) en een koppel van 400 Nm wat al bij 2,500rpm toeren wordt gehaald.